# SpaceX Crew-11

SpaceX Crew-11 será el undécimo vuelo operativo del Programa de Tripulación Comercial de la NASA y el decimonoveno vuelo orbital tripulado de una nave espacial Crew Dragon. La misión transportará a 4 tripulantes: los astronautas de la NASA Zena Cardman y Michael Fincke, el astronauta de la JAXA Kimiya Yui y el cosmonauta de Roscosmos Oleg Platonov, a la Estación Espacial Internacional (EEI). El lanzamiento de la misión está previsto el 31 de julio de 2025.

## Tripulación
| Puesto                   | Miembro                                                | Miembro                                                |
| ------------------------ | ------------------------------------------------------ | ------------------------------------------------------ |
| Comandante               | Zena Cardman, NASA Expedición 73/74 Primer vuelo       | Zena Cardman, NASA Expedición 73/74 Primer vuelo       |
| Piloto                   | Michael Fincke, NASA Expedición 73/74 Cuarto vuelo     | Michael Fincke, NASA Expedición 73/74 Cuarto vuelo     |
| Especialista de misión 1 | Kimiya Yui, JAXA Expedición 73/74 Segundo vuelo        | Kimiya Yui, JAXA Expedición 73/74 Segundo vuelo        |
| Especialista de misión 2 | Oleg Platonov, Roscosmos Expedición 73/74 Primer vuelo | Oleg Platonov, Roscosmos Expedición 73/74 Primer vuelo |

## Misión
La undécima misión operativa de SpaceX en el Programa de Tripulación Comercial está programada para su lanzamiento el 31 de julio de 2025.
Zena Cardman fue asignada originalmente a la tripulación SpaceX Crew-9, pero ella y Stephanie Wilson fueron retiradas de ese vuelo, que se lanzó con solo 2 miembros de la tripulación y regresó con la tripulación de la prueba de vuelo de tripulación de Boeing debido a problemas con el Boeing Starliner Calypso, mientras que Michael Fincke y Kimiya Yui fueron asignados inicialmente a Boeing Starliner-1, pero fueron reasignados a la tripulación-11 debido a las pruebas en curso con la cápsula Boeing Starliner.
La misión marcará el aterrizaje final de un propulsor Falcon 9 en la Zona de Aterrizaje 1, que será retirado.